# World Intellectual Property Organization

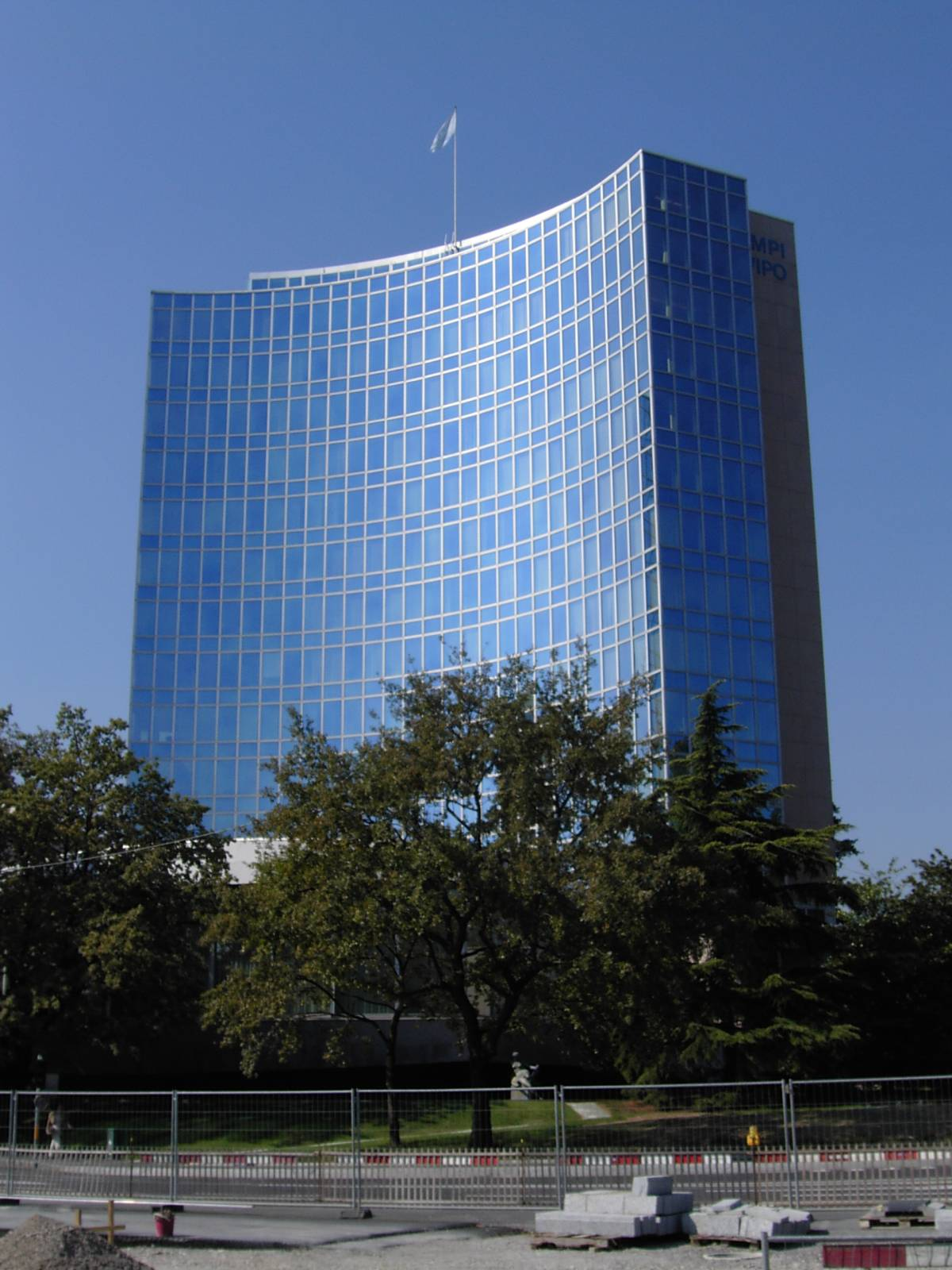
Huvudkontoret i Genève

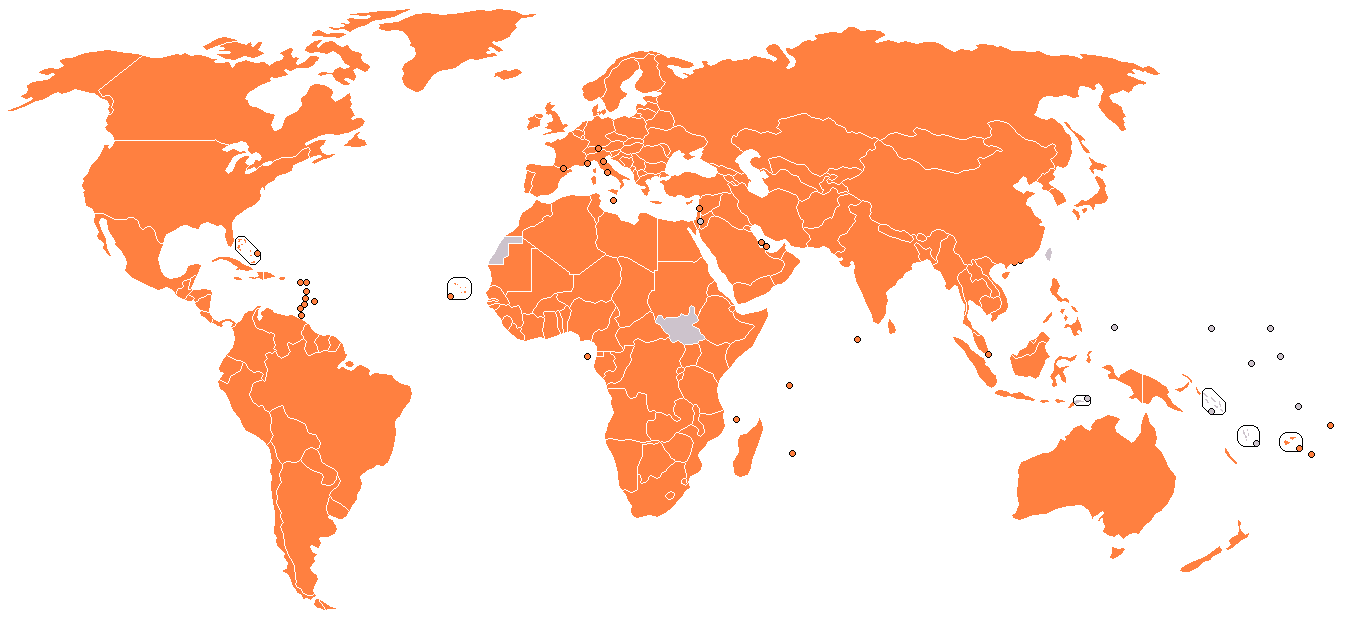
Medlemmar i WIPO.

World Intellectual Property Organization, förkortat WIPO, är ett organ under FN och baserat i Genève. WIPO har medverkat till uppkomsten av ett par internationella avtal som haft stor genomslagskraft på immaterialrättens område. Bland de två mer framträdande avtalen märks WCT (WIPO Copyright Treaty) och WPPT (WIPO Performance and Producer Treaty), som båda två är tilläggsprotokoll till Bernkonventionen för skydd av litterära och konstnärliga verk.
Organisationen bildades 1967, genom undertecknandet av en konvention. Den började verka 1970.

## Alternativa benämningar
Nuvarande benämningar:
- Engelska: World Intellectual Property Organization, WIPO
- Franska: L'Organisation mondiale de la propriété intelectuelle, OMPI
- Svenska: Världsorganisationen för den intellektuella äganderätten

Tidigare benämningar:
- Engelska: United International Bureaus for Protection of Intellectual Property, UIBPIP
- Franska: Bureaux internationaux réunis pour la protection de la propriété intelectuelle, BIRPI
- Svenska: Internationella byråerna för skydd för den intellektuella äganderätten

## Om byggnaden

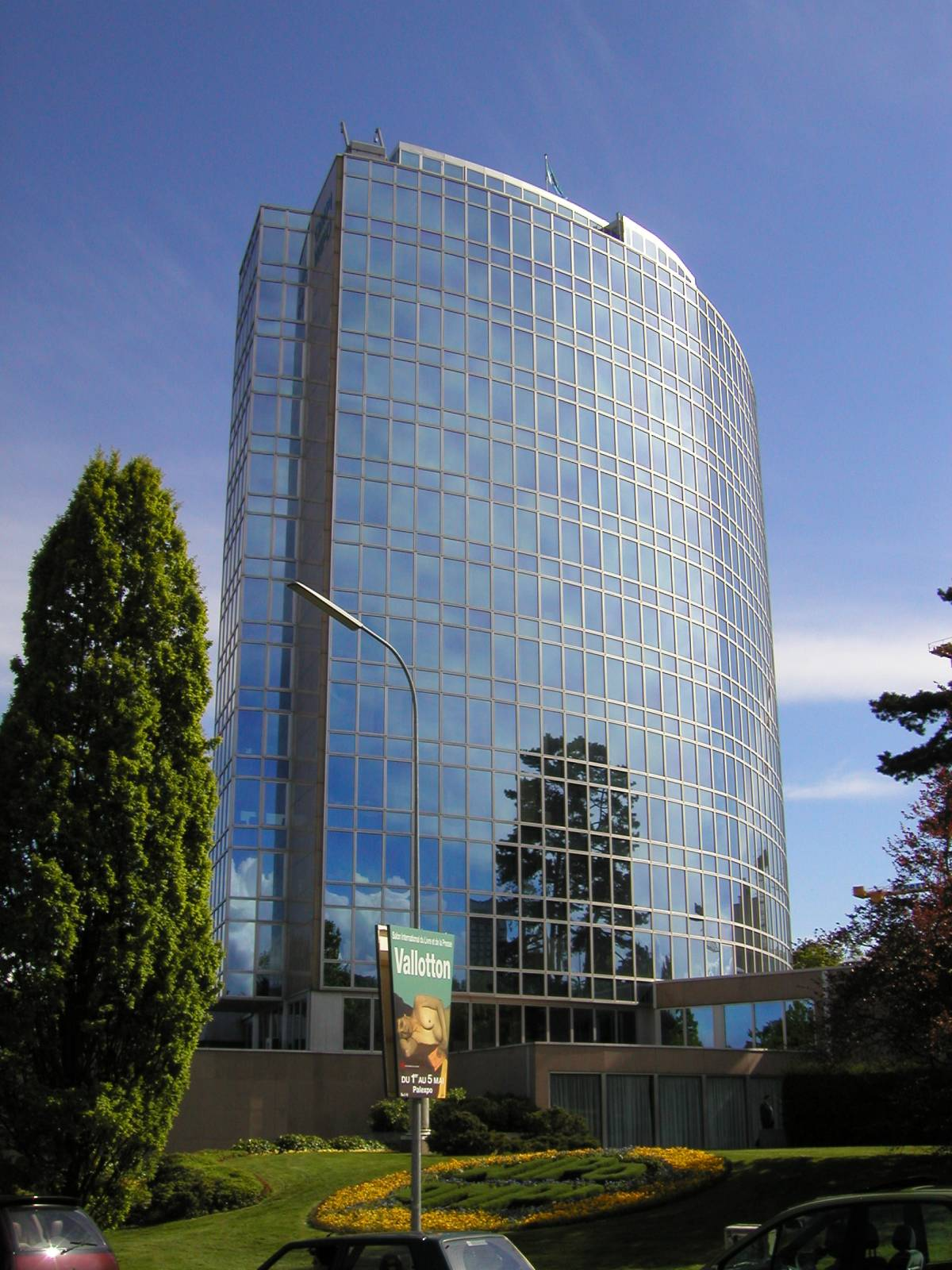
Byggnadens konvexa sida
Klicka på bilden för förstoring

Fasaderna är glasade och fungerar som fönster till bakomliggande rum.

Lägg märke till en dävert i byggnadens övre, vänstra hörn. Den löper på räls längs fasadens överkant och används för att med linor sänka en arbetskorg till valfri punkt på fasaden. Korgen är avsedd för personer som ska rengöra fasaden eller utföra annat underhåll.

## Källhänvisningar
1. 1 2   WIPO i Nationalencyklopedins nätupplaga. Läst 14 mars 2015.